# Dinotéfurane
Le dinotéfurane, ou N-méthyl-N′-nitro-N″-[(tétrahydro-3-furanyl)méthyl]guanidine, est une substance active insecticide de la famille des néonicotinoïdes créé par la société Mitsui Chemicals pour lutter contre des insectes ravageurs tels que les pucerons, aleurodes, thrips, cicadelles, mineuses, tenthrèdes, courtilières, vers blancs, tigres, charançons, coléoptères, cochenilles et cafards sur les cultures de légumes à feuilles, dans les bâtiments résidentiels et commerciaux, et pour la gestion des gazons professionnels.
Son mode d'action implique la perturbation du système nerveux de l'insecte en inhibant les récepteurs nicotiniques de l'acétylcholine.

## Écotoxicologie
Le dinotéfurane se retrouvant dans les traitements antipuces des animaux domestiques, il pourrait représenter une menace pour les oiseaux qui utilisent les poils des chiens et chats pour confectionner leur nid.

## Interdiction en France
La loi du 8 août 2016 pour la reconquête de la biodiversité laissait envisager une interdiction de cette molécule au 1er septembre 2018. Toutefois, seuls 5 néonicotinoïdes sont interdits au 1er Septembre 2018 : Acétamipride, Clothianidine, Imidaclopride, Thiaclopride et Thiaméthoxame.